# Landkreis Parchim
Landkreis Parchim was een Landkreis in de Duitse deelstaat Mecklenburg-Voor-Pommeren. Het had een oppervlakte van 2233 km².

## Geschiedenis
Parchim ontstond op 12 juni 1994 door de samenvoeging van de toenmalige Landkreisen Parchim, Lübz en delen van Sternberg en Schwerin.
Op 4 september 2011 is het samen met Ludwigslust opgegaan in het nieuwe Landkreis Ludwigslust-Parchim.

## Steden en gemeenten
Het Landkreis was op het moment van opheffing bestuurlijk in de volgende steden en gemeenten onderverdeeld:
| Amtsvrije gemeenten 1. Parchim, Stad |

Ämter met deelnemende gemeenten/steden
* = Bestuurscentrum van de Amtsverwaltung
| | | |
| - 1. Amt Banzkow 1. Banzkow * 2. Plate 3. Sukow - 2. Amt Crivitz 1. Barnin 2. Bülow 3. Crivitz, Stad * 4. Demen 5. Friedrichsruhe 6. Tramm 7. Zapel - 3. Amt Eldenburg Lübz 1. Gallin-Kuppentin 2. Gischow 3. Granzin 4. Herzberg 5. Karbow-Vietlübbe 6. Kreien 7. Kritzow 8. Lübz, Stad * 9. Lutheran 10. Marnitz 11. Passow 12. Siggelkow 13. Suckow 14. Tessenow 15. Wahlstorf 16. Werder | - 4. Amt Goldberg-Mildenitz 1. Diestelow 2. Dobbertin 3. Goldberg, Stad * 4. Mestlin 5. Neu Poserin 6. Techentin 7. Wendisch Waren - 5. Amt Ostufer Schweriner See 1. Cambs 2. Dobin am See 3. Gneven 4. Godern 5. Langen Brütz 6. Leezen * 7. Pinnow 8. Raben Steinfeld - 6. Amt Parchimer Umland (Bestuurscentrum te Parchim) 1. Damm 2. Domsühl 3. Grebbin 4. Groß Godems 5. Groß Niendorf 6. Karrenzin 7. Lewitzrand 8. Rom 9. Severin 10. Spornitz 11. Stolpe 12. Ziegendorf 13. Zölkow | - 7. Amt Plau am See 1. Barkhagen 2. Buchberg 3. Ganzlin 4. Plau am See, Stad * 5. Wendisch Priborn - 8. Amt Sternberger Seenlandschaft 1. Blankenberg 2. Borkow 3. Brüel, Stad 4. Dabel 5. Hohen Pritz 6. Kobrow 7. Kuhlen-Wendorf 8. Langen Jarchow 9. Mustin 10. Sternberg, Stad * 11. Weitendorf 12. Witzin 13. Zahrensdorf |

## Bestuurlijke herindelingen
Sinds de oprichting van het district in 1994 hebben er diverse bestuurlijke herindelingen plaatsgevonden. Tot op heden betreft het de volgende wijzigingen.

### Amt
- Opheffing van het Amt Brüel waarbij de gemeenten zijn overgegaan naar het Amt Sternberger Seenlandschaft op 1 juli 2004.
- Fusie van de Ämter Marnitz en Ture met de toenmalige amtsvrije stad Lübz tot het Amt Eldenburg Lübz op 1 juli 2004.
- Fusie van de Ämter Eldetal en Parchim-Land tot het Amtes Parchimer Umland op 1 juli 2004.
- Fusie van de stad Plau am See met het Amt Plau-Land tot het Amt Plau am See op 1 januari 2005.
- Fusie van de stad Goldberg met het Amt Mildenitz tot het Amt Goldberg-Mildenitz op 1 januari 2005.

### Gemeente
- Samenvoeging van de gemeenten Gallin en Kuppentin tot de gemeente Gallin-Kuppentin op 13 juni 1999.
- Annexatie van de gemeente Pastin door Sternberg op 1 januari 2000.
- Annexatie van de gemeente Gädebehn door Crivitz op 1 januari 2003.
- Annexatie van de gemeente Groß Görnow door Sternberg op 1 januari 2003.
- Annexatie van de gemeente Ruthenbeck door Friedrichsruhe op 13 juni 2004.
- Annexatie van de gemeente Herzfeld door Karrenzin op 13 juni 2004.
- Annexatie van de gemeente Stralendorf door Rom op 13 juni 2004.
- Samenvoeging van de gemeenten Barkow en Plauerhagen tot de gemeente Barkhagen op 13 juni 2004.
- Samenvoeging van de gemeenten Gnevsdorf en Retzow tot de gemeente Buchberg op 13 juni 2004.
- Samenvoeging van de gemeenten Retgendorf en Rubow tot de gemeente Dobin am See op 13 juni 2004.
- Samenvoeging van de gemeenten Kuhlen en Wendorf tot de gemeente Kuhlen-Wendorf op 13 juni 2004.
- Annexatie van de gemeente Broock door Lübz op 1 januari 2009.
- Samenvoeging van de gemeenten Matzlow-Garwitz, Raduhn en Klinken tot de gemeente Lewitzrand op 7 juni 2009.
- Samenvoeging van de gemeenten Langenhagen en Techentin tot de gemeente Techentin op 7 juni 2009.
- Annexatie van de gemeente Goldenstädt door Banzkow op 7 juni 2009.
- Annexatie van de gemeente Karow door Plau am See op 1 januari 2011.
- Annexatie van de gemeente Wessin door Crivitz op 1 januari 2011.

Bad Doberan · Demmin · Greifswald · Güstrow · Ludwigslust · Mecklenburg-Strelitz · Müritz · Neubrandenburg · Nordvorpommern · Nordwestmecklenburg · Ostvorpommern · Parchim · Rostock · Rügen · Schwerin · Stralsund · Uecker-Randow · Wismar